# Opius tenuipilosus
Opius tenuipilosus är en stekelart som beskrevs av Fischer 2004. Opius tenuipilosus ingår i släktet Opius och familjen bracksteklar. Inga underarter finns listade i Catalogue of Life.